# Cantone di Loiron
Il Cantone di Loiron è una divisione amministrativa dell'arrondissement di Laval.
A seguito della riforma approvata con decreto del 21 febbraio 2014, che ha avuto attuazione dopo le elezioni dipartimentali del 2015, non ha subìto modifiche.
Per effetto della fusione dei comuni di Loiron e Ruillé-le-Gravelais a formare il nuovo comune di Loiron-Ruillé, dal 1º gennaio 2016 il numero complessivo dei comuni che lo compongono è passato da 15 a 14.

## Composizione
Comprende i 14 comuni di:
- Beaulieu-sur-Oudon
- Le Bourgneuf-la-Forêt
- Bourgon
- La Brûlatte
- Le Genest-Saint-Isle
- La Gravelle
- Launay-Villiers
- Loiron-Ruillé
- Montjean
- Olivet
- Port-Brillet
- Saint-Cyr-le-Gravelais
- Saint-Ouën-des-Toits
- Saint-Pierre-la-Cour